# موسى لاشين
موسى شاهين لاشين.الملقب بالشيخ الدكتور موسى لاشين(16 رجب 1338 هـ / 6 إبريل 1920م - 9 محرم 1430 هـ / 6 يناير 2009). من مواليد قرية أسنيت مركز بنها بمحافظة القليوبية بجمهورية مصر العربية. عضو المجلس الأعلى للشؤون الإسلامية ومجمع البحوث الإسلامية والمركز الدولي للسيرة والسنة بوزارة الأوقاف المصرية.

## نشأته
نشأ في أسرة مستورة الحال، حيث حفظ القرآن الكريم في كتاب القرية في مكتب سيدي سالم الذي كان جدا له من جهة أمه، وقام عليه أخوه الأكبر جودة. وبعد ذلك، تابع تعليمه في المعاهد الأزهرية حتى حصل على الثانوية الأزهرية التي أهلته للالتحاق بكلية أصول الدين، وحصل على الشهادة العالية (الليسانس) منها عام 1946م.
ثم حصل على شهادة العالية مع إجازة التدريس (الماجستير) من كلية اللغة العربية عام 1948، وشهادة العالمية (الدكتوراه) في التفسير والحديث من كلية أصول الدين عام 1965م. اختارته إدارة المعاهد الأزهرية مدرسا للتفسير والحديث لمدة عشرين عاما تقريبا (1948-1965)، واختير من قبل جامعة الأزهر مدرسا بقسم الحديث بكلية أصول الدين منذ عام 1965، وتدرج في سلك الجامعة أستاذا مساعدا للتفسير والحديث (1971-1982). وكان أيضا أستاذا ورئيسا لقسم الحديث عام 1976م، وعميدا للكلية (1979-1982).
وتقديرا لمكانته العلمية، عين رئيسا للجنة العلمية الدائمة لترقية الأساتذة في أقسام الحديث والتفسير والدعوة 1977-1984، وفي عام 1979 تقلد منصب نائب رئيس جامعة الأزهر للدراسات العليا والبحوث بالانتداب كما تقلد منصب رئيس المركز الدولي للسيرة والسنة بالمركز الأعلى للشؤون الإسلامية بوزارة الأوقاف منذ عام 1994 م وحتى وفاته.

## إعارته
في أثناء عمله بالمعاهد الأزهرية والجامعة أعير للعمل في الكويت والسعودية (جامعة أم القرى وجامعة الإمام محمد بن سعود) وقطر وليبيا والصومال (جامعة أم درمان).

## إنجازاته
نشر الدعوة الإسلامية في الإذاعات المرئية والمسموعة بنحو ألف حلقة في مصر ونحو خمسمائة حلقة في قطر وخمسين حلقة بالسعودية وعشرين حلقة بالإذاعة البريطانية كما أثرى الصحافة بما يزيد على ألف فتوى وخمسين مقالة ورد علمي في مصر وعشر مقالات في صحافة قطر وخمسة مقالات في صحافة السعودية.

## مؤلفاته
من مؤلفاته:
- تيسير تفسير النسفي في تفسير القرآن الكريم (خمسة عشر جزءا)
- اللآلئ الحسان في علوم القرآن
- المنهل الحديث في شرح أحاديث البخاري
- فتح المنعم في شرح صحيح مسلم (عشرة مجلدات)
- تحقيق وتعليق صحيح مسلم (خمسة مجلدات) بالاشتراك مع تلميذه أحمد عمر هاشم
- تيسير البخاري (ثلاثة مجلدات)
- صحيح البخاري في نظم جديد (أربعة مجلدات) بالاشتراك مع كريمته أماني موسى لاشين ودكتورة حصة السويدي من قطر
- الموسوعة المختصرة للأحاديث النبوية، إصدار المجلس الأعلى للشؤون الإسلامية
- علم الحديث
- السنة والتشريع
- السنة كلها تشريع
- الحصون المنيعة للدفاع عن الشريعة
- تجديد الدين

## جوائز وأوسمة
- درع وزارة الداخلية وشهادة تقدير منها عام 1982 لجهوده في تصحيح المفاهيم المغلوطة لجماعات التكفير والهجرة،
- وسام جمهورية مصر العربية للعلوم والفنون والأداب من الطبقة الأولى عام 1997